# Jiří Chocholouš
Jiří Chocholouš (Praga, 9 dicembre 1856 – Praga, 3 settembre 1930) è stato un compositore di scacchi boemo (austro-ungarico fino al 1918).
Assieme a Jan Dobruský e Josef Pospíšil fu uno dei maggiori esponenti della scuola boema di composizione. Dal 1872 compose oltre 1.300 problemi, la maggior parte in tre e più mosse. Fu attivo come compositore per quasi sessant'anni.
Nelle sue composizioni attribuì grande importanza al gioco combinativo, con sacrifici spettacolari anche alla prima mossa. Questa tendenza è stata in seguito ulteriormente sviluppata da Emil Palkoska e da altri compositori.
Nel primo congresso della Federazione Scacchistica Ceca (Brno, 1907) tenne un'ampia relazione sulla storia del problema di scacchi in Boemia.
Fu nominato giudice per i tre mosse in numerosi concorsi: Casopis ceskych sachistu (1907, 1909, 1910), Hanauer Anzeiger (1921), České slovo (1924) ed altri.
Nel 1931, dopo la sua morte, il club di scacchi «Š. K. Smíchov» organizzò un concorso di composizione dedicato alla sua memoria e pubblicò un fascicolo sulla sua attività problemistica. Il concorso, riservato ai tre mosse, fu vinto da Emil Plesnivý, che si aggiudicò anche il terzo posto. Parteciparono anche diversi nomi noti, tra cui Karel Traxler e Oldřich Duras.
Di professione era un ingegnere ferroviario.

## Problemi di esempio
|   | a | b | c | d | e | f | g | h |   |
| 8 | g8 re del bianco · g7 cavallo del nero · b5 torre del bianco · c5 cavallo del bianco · d5 re del nero · f5 alfiere del bianco · g5 pedone del nero · d4 pedone del nero · b3 pedone del bianco · e3 alfiere del bianco · d2 cavallo del nero · e2 donna del bianco · g2 torre del nero · b1 alfiere del nero | g8 re del bianco · g7 cavallo del nero · b5 torre del bianco · c5 cavallo del bianco · d5 re del nero · f5 alfiere del bianco · g5 pedone del nero · d4 pedone del nero · b3 pedone del bianco · e3 alfiere del bianco · d2 cavallo del nero · e2 donna del bianco · g2 torre del nero · b1 alfiere del nero | g8 re del bianco · g7 cavallo del nero · b5 torre del bianco · c5 cavallo del bianco · d5 re del nero · f5 alfiere del bianco · g5 pedone del nero · d4 pedone del nero · b3 pedone del bianco · e3 alfiere del bianco · d2 cavallo del nero · e2 donna del bianco · g2 torre del nero · b1 alfiere del nero | g8 re del bianco · g7 cavallo del nero · b5 torre del bianco · c5 cavallo del bianco · d5 re del nero · f5 alfiere del bianco · g5 pedone del nero · d4 pedone del nero · b3 pedone del bianco · e3 alfiere del bianco · d2 cavallo del nero · e2 donna del bianco · g2 torre del nero · b1 alfiere del nero | g8 re del bianco · g7 cavallo del nero · b5 torre del bianco · c5 cavallo del bianco · d5 re del nero · f5 alfiere del bianco · g5 pedone del nero · d4 pedone del nero · b3 pedone del bianco · e3 alfiere del bianco · d2 cavallo del nero · e2 donna del bianco · g2 torre del nero · b1 alfiere del nero | g8 re del bianco · g7 cavallo del nero · b5 torre del bianco · c5 cavallo del bianco · d5 re del nero · f5 alfiere del bianco · g5 pedone del nero · d4 pedone del nero · b3 pedone del bianco · e3 alfiere del bianco · d2 cavallo del nero · e2 donna del bianco · g2 torre del nero · b1 alfiere del nero | g8 re del bianco · g7 cavallo del nero · b5 torre del bianco · c5 cavallo del bianco · d5 re del nero · f5 alfiere del bianco · g5 pedone del nero · d4 pedone del nero · b3 pedone del bianco · e3 alfiere del bianco · d2 cavallo del nero · e2 donna del bianco · g2 torre del nero · b1 alfiere del nero | g8 re del bianco · g7 cavallo del nero · b5 torre del bianco · c5 cavallo del bianco · d5 re del nero · f5 alfiere del bianco · g5 pedone del nero · d4 pedone del nero · b3 pedone del bianco · e3 alfiere del bianco · d2 cavallo del nero · e2 donna del bianco · g2 torre del nero · b1 alfiere del nero | 8 |
| 7 | g8 re del bianco · g7 cavallo del nero · b5 torre del bianco · c5 cavallo del bianco · d5 re del nero · f5 alfiere del bianco · g5 pedone del nero · d4 pedone del nero · b3 pedone del bianco · e3 alfiere del bianco · d2 cavallo del nero · e2 donna del bianco · g2 torre del nero · b1 alfiere del nero | g8 re del bianco · g7 cavallo del nero · b5 torre del bianco · c5 cavallo del bianco · d5 re del nero · f5 alfiere del bianco · g5 pedone del nero · d4 pedone del nero · b3 pedone del bianco · e3 alfiere del bianco · d2 cavallo del nero · e2 donna del bianco · g2 torre del nero · b1 alfiere del nero | g8 re del bianco · g7 cavallo del nero · b5 torre del bianco · c5 cavallo del bianco · d5 re del nero · f5 alfiere del bianco · g5 pedone del nero · d4 pedone del nero · b3 pedone del bianco · e3 alfiere del bianco · d2 cavallo del nero · e2 donna del bianco · g2 torre del nero · b1 alfiere del nero | g8 re del bianco · g7 cavallo del nero · b5 torre del bianco · c5 cavallo del bianco · d5 re del nero · f5 alfiere del bianco · g5 pedone del nero · d4 pedone del nero · b3 pedone del bianco · e3 alfiere del bianco · d2 cavallo del nero · e2 donna del bianco · g2 torre del nero · b1 alfiere del nero | g8 re del bianco · g7 cavallo del nero · b5 torre del bianco · c5 cavallo del bianco · d5 re del nero · f5 alfiere del bianco · g5 pedone del nero · d4 pedone del nero · b3 pedone del bianco · e3 alfiere del bianco · d2 cavallo del nero · e2 donna del bianco · g2 torre del nero · b1 alfiere del nero | g8 re del bianco · g7 cavallo del nero · b5 torre del bianco · c5 cavallo del bianco · d5 re del nero · f5 alfiere del bianco · g5 pedone del nero · d4 pedone del nero · b3 pedone del bianco · e3 alfiere del bianco · d2 cavallo del nero · e2 donna del bianco · g2 torre del nero · b1 alfiere del nero | g8 re del bianco · g7 cavallo del nero · b5 torre del bianco · c5 cavallo del bianco · d5 re del nero · f5 alfiere del bianco · g5 pedone del nero · d4 pedone del nero · b3 pedone del bianco · e3 alfiere del bianco · d2 cavallo del nero · e2 donna del bianco · g2 torre del nero · b1 alfiere del nero | g8 re del bianco · g7 cavallo del nero · b5 torre del bianco · c5 cavallo del bianco · d5 re del nero · f5 alfiere del bianco · g5 pedone del nero · d4 pedone del nero · b3 pedone del bianco · e3 alfiere del bianco · d2 cavallo del nero · e2 donna del bianco · g2 torre del nero · b1 alfiere del nero | 7 |
| 6 | g8 re del bianco · g7 cavallo del nero · b5 torre del bianco · c5 cavallo del bianco · d5 re del nero · f5 alfiere del bianco · g5 pedone del nero · d4 pedone del nero · b3 pedone del bianco · e3 alfiere del bianco · d2 cavallo del nero · e2 donna del bianco · g2 torre del nero · b1 alfiere del nero | g8 re del bianco · g7 cavallo del nero · b5 torre del bianco · c5 cavallo del bianco · d5 re del nero · f5 alfiere del bianco · g5 pedone del nero · d4 pedone del nero · b3 pedone del bianco · e3 alfiere del bianco · d2 cavallo del nero · e2 donna del bianco · g2 torre del nero · b1 alfiere del nero | g8 re del bianco · g7 cavallo del nero · b5 torre del bianco · c5 cavallo del bianco · d5 re del nero · f5 alfiere del bianco · g5 pedone del nero · d4 pedone del nero · b3 pedone del bianco · e3 alfiere del bianco · d2 cavallo del nero · e2 donna del bianco · g2 torre del nero · b1 alfiere del nero | g8 re del bianco · g7 cavallo del nero · b5 torre del bianco · c5 cavallo del bianco · d5 re del nero · f5 alfiere del bianco · g5 pedone del nero · d4 pedone del nero · b3 pedone del bianco · e3 alfiere del bianco · d2 cavallo del nero · e2 donna del bianco · g2 torre del nero · b1 alfiere del nero | g8 re del bianco · g7 cavallo del nero · b5 torre del bianco · c5 cavallo del bianco · d5 re del nero · f5 alfiere del bianco · g5 pedone del nero · d4 pedone del nero · b3 pedone del bianco · e3 alfiere del bianco · d2 cavallo del nero · e2 donna del bianco · g2 torre del nero · b1 alfiere del nero | g8 re del bianco · g7 cavallo del nero · b5 torre del bianco · c5 cavallo del bianco · d5 re del nero · f5 alfiere del bianco · g5 pedone del nero · d4 pedone del nero · b3 pedone del bianco · e3 alfiere del bianco · d2 cavallo del nero · e2 donna del bianco · g2 torre del nero · b1 alfiere del nero | g8 re del bianco · g7 cavallo del nero · b5 torre del bianco · c5 cavallo del bianco · d5 re del nero · f5 alfiere del bianco · g5 pedone del nero · d4 pedone del nero · b3 pedone del bianco · e3 alfiere del bianco · d2 cavallo del nero · e2 donna del bianco · g2 torre del nero · b1 alfiere del nero | g8 re del bianco · g7 cavallo del nero · b5 torre del bianco · c5 cavallo del bianco · d5 re del nero · f5 alfiere del bianco · g5 pedone del nero · d4 pedone del nero · b3 pedone del bianco · e3 alfiere del bianco · d2 cavallo del nero · e2 donna del bianco · g2 torre del nero · b1 alfiere del nero | 6 |
| 5 | g8 re del bianco · g7 cavallo del nero · b5 torre del bianco · c5 cavallo del bianco · d5 re del nero · f5 alfiere del bianco · g5 pedone del nero · d4 pedone del nero · b3 pedone del bianco · e3 alfiere del bianco · d2 cavallo del nero · e2 donna del bianco · g2 torre del nero · b1 alfiere del nero | g8 re del bianco · g7 cavallo del nero · b5 torre del bianco · c5 cavallo del bianco · d5 re del nero · f5 alfiere del bianco · g5 pedone del nero · d4 pedone del nero · b3 pedone del bianco · e3 alfiere del bianco · d2 cavallo del nero · e2 donna del bianco · g2 torre del nero · b1 alfiere del nero | g8 re del bianco · g7 cavallo del nero · b5 torre del bianco · c5 cavallo del bianco · d5 re del nero · f5 alfiere del bianco · g5 pedone del nero · d4 pedone del nero · b3 pedone del bianco · e3 alfiere del bianco · d2 cavallo del nero · e2 donna del bianco · g2 torre del nero · b1 alfiere del nero | g8 re del bianco · g7 cavallo del nero · b5 torre del bianco · c5 cavallo del bianco · d5 re del nero · f5 alfiere del bianco · g5 pedone del nero · d4 pedone del nero · b3 pedone del bianco · e3 alfiere del bianco · d2 cavallo del nero · e2 donna del bianco · g2 torre del nero · b1 alfiere del nero | g8 re del bianco · g7 cavallo del nero · b5 torre del bianco · c5 cavallo del bianco · d5 re del nero · f5 alfiere del bianco · g5 pedone del nero · d4 pedone del nero · b3 pedone del bianco · e3 alfiere del bianco · d2 cavallo del nero · e2 donna del bianco · g2 torre del nero · b1 alfiere del nero | g8 re del bianco · g7 cavallo del nero · b5 torre del bianco · c5 cavallo del bianco · d5 re del nero · f5 alfiere del bianco · g5 pedone del nero · d4 pedone del nero · b3 pedone del bianco · e3 alfiere del bianco · d2 cavallo del nero · e2 donna del bianco · g2 torre del nero · b1 alfiere del nero | g8 re del bianco · g7 cavallo del nero · b5 torre del bianco · c5 cavallo del bianco · d5 re del nero · f5 alfiere del bianco · g5 pedone del nero · d4 pedone del nero · b3 pedone del bianco · e3 alfiere del bianco · d2 cavallo del nero · e2 donna del bianco · g2 torre del nero · b1 alfiere del nero | g8 re del bianco · g7 cavallo del nero · b5 torre del bianco · c5 cavallo del bianco · d5 re del nero · f5 alfiere del bianco · g5 pedone del nero · d4 pedone del nero · b3 pedone del bianco · e3 alfiere del bianco · d2 cavallo del nero · e2 donna del bianco · g2 torre del nero · b1 alfiere del nero | 5 |
| 4 | g8 re del bianco · g7 cavallo del nero · b5 torre del bianco · c5 cavallo del bianco · d5 re del nero · f5 alfiere del bianco · g5 pedone del nero · d4 pedone del nero · b3 pedone del bianco · e3 alfiere del bianco · d2 cavallo del nero · e2 donna del bianco · g2 torre del nero · b1 alfiere del nero | g8 re del bianco · g7 cavallo del nero · b5 torre del bianco · c5 cavallo del bianco · d5 re del nero · f5 alfiere del bianco · g5 pedone del nero · d4 pedone del nero · b3 pedone del bianco · e3 alfiere del bianco · d2 cavallo del nero · e2 donna del bianco · g2 torre del nero · b1 alfiere del nero | g8 re del bianco · g7 cavallo del nero · b5 torre del bianco · c5 cavallo del bianco · d5 re del nero · f5 alfiere del bianco · g5 pedone del nero · d4 pedone del nero · b3 pedone del bianco · e3 alfiere del bianco · d2 cavallo del nero · e2 donna del bianco · g2 torre del nero · b1 alfiere del nero | g8 re del bianco · g7 cavallo del nero · b5 torre del bianco · c5 cavallo del bianco · d5 re del nero · f5 alfiere del bianco · g5 pedone del nero · d4 pedone del nero · b3 pedone del bianco · e3 alfiere del bianco · d2 cavallo del nero · e2 donna del bianco · g2 torre del nero · b1 alfiere del nero | g8 re del bianco · g7 cavallo del nero · b5 torre del bianco · c5 cavallo del bianco · d5 re del nero · f5 alfiere del bianco · g5 pedone del nero · d4 pedone del nero · b3 pedone del bianco · e3 alfiere del bianco · d2 cavallo del nero · e2 donna del bianco · g2 torre del nero · b1 alfiere del nero | g8 re del bianco · g7 cavallo del nero · b5 torre del bianco · c5 cavallo del bianco · d5 re del nero · f5 alfiere del bianco · g5 pedone del nero · d4 pedone del nero · b3 pedone del bianco · e3 alfiere del bianco · d2 cavallo del nero · e2 donna del bianco · g2 torre del nero · b1 alfiere del nero | g8 re del bianco · g7 cavallo del nero · b5 torre del bianco · c5 cavallo del bianco · d5 re del nero · f5 alfiere del bianco · g5 pedone del nero · d4 pedone del nero · b3 pedone del bianco · e3 alfiere del bianco · d2 cavallo del nero · e2 donna del bianco · g2 torre del nero · b1 alfiere del nero | g8 re del bianco · g7 cavallo del nero · b5 torre del bianco · c5 cavallo del bianco · d5 re del nero · f5 alfiere del bianco · g5 pedone del nero · d4 pedone del nero · b3 pedone del bianco · e3 alfiere del bianco · d2 cavallo del nero · e2 donna del bianco · g2 torre del nero · b1 alfiere del nero | 4 |
| 3 | g8 re del bianco · g7 cavallo del nero · b5 torre del bianco · c5 cavallo del bianco · d5 re del nero · f5 alfiere del bianco · g5 pedone del nero · d4 pedone del nero · b3 pedone del bianco · e3 alfiere del bianco · d2 cavallo del nero · e2 donna del bianco · g2 torre del nero · b1 alfiere del nero | g8 re del bianco · g7 cavallo del nero · b5 torre del bianco · c5 cavallo del bianco · d5 re del nero · f5 alfiere del bianco · g5 pedone del nero · d4 pedone del nero · b3 pedone del bianco · e3 alfiere del bianco · d2 cavallo del nero · e2 donna del bianco · g2 torre del nero · b1 alfiere del nero | g8 re del bianco · g7 cavallo del nero · b5 torre del bianco · c5 cavallo del bianco · d5 re del nero · f5 alfiere del bianco · g5 pedone del nero · d4 pedone del nero · b3 pedone del bianco · e3 alfiere del bianco · d2 cavallo del nero · e2 donna del bianco · g2 torre del nero · b1 alfiere del nero | g8 re del bianco · g7 cavallo del nero · b5 torre del bianco · c5 cavallo del bianco · d5 re del nero · f5 alfiere del bianco · g5 pedone del nero · d4 pedone del nero · b3 pedone del bianco · e3 alfiere del bianco · d2 cavallo del nero · e2 donna del bianco · g2 torre del nero · b1 alfiere del nero | g8 re del bianco · g7 cavallo del nero · b5 torre del bianco · c5 cavallo del bianco · d5 re del nero · f5 alfiere del bianco · g5 pedone del nero · d4 pedone del nero · b3 pedone del bianco · e3 alfiere del bianco · d2 cavallo del nero · e2 donna del bianco · g2 torre del nero · b1 alfiere del nero | g8 re del bianco · g7 cavallo del nero · b5 torre del bianco · c5 cavallo del bianco · d5 re del nero · f5 alfiere del bianco · g5 pedone del nero · d4 pedone del nero · b3 pedone del bianco · e3 alfiere del bianco · d2 cavallo del nero · e2 donna del bianco · g2 torre del nero · b1 alfiere del nero | g8 re del bianco · g7 cavallo del nero · b5 torre del bianco · c5 cavallo del bianco · d5 re del nero · f5 alfiere del bianco · g5 pedone del nero · d4 pedone del nero · b3 pedone del bianco · e3 alfiere del bianco · d2 cavallo del nero · e2 donna del bianco · g2 torre del nero · b1 alfiere del nero | g8 re del bianco · g7 cavallo del nero · b5 torre del bianco · c5 cavallo del bianco · d5 re del nero · f5 alfiere del bianco · g5 pedone del nero · d4 pedone del nero · b3 pedone del bianco · e3 alfiere del bianco · d2 cavallo del nero · e2 donna del bianco · g2 torre del nero · b1 alfiere del nero | 3 |
| 2 | g8 re del bianco · g7 cavallo del nero · b5 torre del bianco · c5 cavallo del bianco · d5 re del nero · f5 alfiere del bianco · g5 pedone del nero · d4 pedone del nero · b3 pedone del bianco · e3 alfiere del bianco · d2 cavallo del nero · e2 donna del bianco · g2 torre del nero · b1 alfiere del nero | g8 re del bianco · g7 cavallo del nero · b5 torre del bianco · c5 cavallo del bianco · d5 re del nero · f5 alfiere del bianco · g5 pedone del nero · d4 pedone del nero · b3 pedone del bianco · e3 alfiere del bianco · d2 cavallo del nero · e2 donna del bianco · g2 torre del nero · b1 alfiere del nero | g8 re del bianco · g7 cavallo del nero · b5 torre del bianco · c5 cavallo del bianco · d5 re del nero · f5 alfiere del bianco · g5 pedone del nero · d4 pedone del nero · b3 pedone del bianco · e3 alfiere del bianco · d2 cavallo del nero · e2 donna del bianco · g2 torre del nero · b1 alfiere del nero | g8 re del bianco · g7 cavallo del nero · b5 torre del bianco · c5 cavallo del bianco · d5 re del nero · f5 alfiere del bianco · g5 pedone del nero · d4 pedone del nero · b3 pedone del bianco · e3 alfiere del bianco · d2 cavallo del nero · e2 donna del bianco · g2 torre del nero · b1 alfiere del nero | g8 re del bianco · g7 cavallo del nero · b5 torre del bianco · c5 cavallo del bianco · d5 re del nero · f5 alfiere del bianco · g5 pedone del nero · d4 pedone del nero · b3 pedone del bianco · e3 alfiere del bianco · d2 cavallo del nero · e2 donna del bianco · g2 torre del nero · b1 alfiere del nero | g8 re del bianco · g7 cavallo del nero · b5 torre del bianco · c5 cavallo del bianco · d5 re del nero · f5 alfiere del bianco · g5 pedone del nero · d4 pedone del nero · b3 pedone del bianco · e3 alfiere del bianco · d2 cavallo del nero · e2 donna del bianco · g2 torre del nero · b1 alfiere del nero | g8 re del bianco · g7 cavallo del nero · b5 torre del bianco · c5 cavallo del bianco · d5 re del nero · f5 alfiere del bianco · g5 pedone del nero · d4 pedone del nero · b3 pedone del bianco · e3 alfiere del bianco · d2 cavallo del nero · e2 donna del bianco · g2 torre del nero · b1 alfiere del nero | g8 re del bianco · g7 cavallo del nero · b5 torre del bianco · c5 cavallo del bianco · d5 re del nero · f5 alfiere del bianco · g5 pedone del nero · d4 pedone del nero · b3 pedone del bianco · e3 alfiere del bianco · d2 cavallo del nero · e2 donna del bianco · g2 torre del nero · b1 alfiere del nero | 2 |
| 1 | g8 re del bianco · g7 cavallo del nero · b5 torre del bianco · c5 cavallo del bianco · d5 re del nero · f5 alfiere del bianco · g5 pedone del nero · d4 pedone del nero · b3 pedone del bianco · e3 alfiere del bianco · d2 cavallo del nero · e2 donna del bianco · g2 torre del nero · b1 alfiere del nero | g8 re del bianco · g7 cavallo del nero · b5 torre del bianco · c5 cavallo del bianco · d5 re del nero · f5 alfiere del bianco · g5 pedone del nero · d4 pedone del nero · b3 pedone del bianco · e3 alfiere del bianco · d2 cavallo del nero · e2 donna del bianco · g2 torre del nero · b1 alfiere del nero | g8 re del bianco · g7 cavallo del nero · b5 torre del bianco · c5 cavallo del bianco · d5 re del nero · f5 alfiere del bianco · g5 pedone del nero · d4 pedone del nero · b3 pedone del bianco · e3 alfiere del bianco · d2 cavallo del nero · e2 donna del bianco · g2 torre del nero · b1 alfiere del nero | g8 re del bianco · g7 cavallo del nero · b5 torre del bianco · c5 cavallo del bianco · d5 re del nero · f5 alfiere del bianco · g5 pedone del nero · d4 pedone del nero · b3 pedone del bianco · e3 alfiere del bianco · d2 cavallo del nero · e2 donna del bianco · g2 torre del nero · b1 alfiere del nero | g8 re del bianco · g7 cavallo del nero · b5 torre del bianco · c5 cavallo del bianco · d5 re del nero · f5 alfiere del bianco · g5 pedone del nero · d4 pedone del nero · b3 pedone del bianco · e3 alfiere del bianco · d2 cavallo del nero · e2 donna del bianco · g2 torre del nero · b1 alfiere del nero | g8 re del bianco · g7 cavallo del nero · b5 torre del bianco · c5 cavallo del bianco · d5 re del nero · f5 alfiere del bianco · g5 pedone del nero · d4 pedone del nero · b3 pedone del bianco · e3 alfiere del bianco · d2 cavallo del nero · e2 donna del bianco · g2 torre del nero · b1 alfiere del nero | g8 re del bianco · g7 cavallo del nero · b5 torre del bianco · c5 cavallo del bianco · d5 re del nero · f5 alfiere del bianco · g5 pedone del nero · d4 pedone del nero · b3 pedone del bianco · e3 alfiere del bianco · d2 cavallo del nero · e2 donna del bianco · g2 torre del nero · b1 alfiere del nero | g8 re del bianco · g7 cavallo del nero · b5 torre del bianco · c5 cavallo del bianco · d5 re del nero · f5 alfiere del bianco · g5 pedone del nero · d4 pedone del nero · b3 pedone del bianco · e3 alfiere del bianco · d2 cavallo del nero · e2 donna del bianco · g2 torre del nero · b1 alfiere del nero | 1 |
|   | a | b | c | d | e | f | g | h |   |

Soluzione:
1. Af4!! (minaccia 2. Cd3+, Ce6+, Cd7+, Cb7+, Ca6+, De5+ e poi matto)
1. ...Txe2 2. Ce6+ Rc6 3. Cxd4#

1. ...gxf4 2. De5+! Rxe5 3. Ce4# (2...Rc6 3. Ad7#)

1. ...Axf5 2. Cd7+/a6+ Rc6 3. Cb8#

1. ...Ae4  2. Ca6+ Rc6 3. Cb4/b8#

1. ...Ad3  2. Cxd3+ Rc6 3. Cb4#

1. ...Cf3  2. Ae4+ Axe4 3. Dxe4#

1. ...Ce4  2. Dxe4+ Axe4 3. Axe4#

1. ...Cc4  2. Axe4+ Axe4 3. Dxe4+

1. ...Cxb3 2. Cxb3+ Rc6 3. Ca5#

1. ...Rc6 2. Ad7+ Rd5 3. Ca4/d3/e4/e6/b7/a6/De5#
|   | a | b | c | d | e | f | g | h |   |
| 8 | c8 alfiere del bianco · f7 pedone del nero · d6 alfiere del nero · g6 alfiere del nero · a5 pedone del nero · e5 pedone del nero · g5 pedone del bianco · h5 pedone del nero · b4 pedone del nero · c4 pedone del nero · e4 re del nero · h4 pedone del nero · a3 pedone del bianco · e3 alfiere del bianco · f2 pedone del bianco · c1 re del bianco · d1 donna del bianco | c8 alfiere del bianco · f7 pedone del nero · d6 alfiere del nero · g6 alfiere del nero · a5 pedone del nero · e5 pedone del nero · g5 pedone del bianco · h5 pedone del nero · b4 pedone del nero · c4 pedone del nero · e4 re del nero · h4 pedone del nero · a3 pedone del bianco · e3 alfiere del bianco · f2 pedone del bianco · c1 re del bianco · d1 donna del bianco | c8 alfiere del bianco · f7 pedone del nero · d6 alfiere del nero · g6 alfiere del nero · a5 pedone del nero · e5 pedone del nero · g5 pedone del bianco · h5 pedone del nero · b4 pedone del nero · c4 pedone del nero · e4 re del nero · h4 pedone del nero · a3 pedone del bianco · e3 alfiere del bianco · f2 pedone del bianco · c1 re del bianco · d1 donna del bianco | c8 alfiere del bianco · f7 pedone del nero · d6 alfiere del nero · g6 alfiere del nero · a5 pedone del nero · e5 pedone del nero · g5 pedone del bianco · h5 pedone del nero · b4 pedone del nero · c4 pedone del nero · e4 re del nero · h4 pedone del nero · a3 pedone del bianco · e3 alfiere del bianco · f2 pedone del bianco · c1 re del bianco · d1 donna del bianco | c8 alfiere del bianco · f7 pedone del nero · d6 alfiere del nero · g6 alfiere del nero · a5 pedone del nero · e5 pedone del nero · g5 pedone del bianco · h5 pedone del nero · b4 pedone del nero · c4 pedone del nero · e4 re del nero · h4 pedone del nero · a3 pedone del bianco · e3 alfiere del bianco · f2 pedone del bianco · c1 re del bianco · d1 donna del bianco | c8 alfiere del bianco · f7 pedone del nero · d6 alfiere del nero · g6 alfiere del nero · a5 pedone del nero · e5 pedone del nero · g5 pedone del bianco · h5 pedone del nero · b4 pedone del nero · c4 pedone del nero · e4 re del nero · h4 pedone del nero · a3 pedone del bianco · e3 alfiere del bianco · f2 pedone del bianco · c1 re del bianco · d1 donna del bianco | c8 alfiere del bianco · f7 pedone del nero · d6 alfiere del nero · g6 alfiere del nero · a5 pedone del nero · e5 pedone del nero · g5 pedone del bianco · h5 pedone del nero · b4 pedone del nero · c4 pedone del nero · e4 re del nero · h4 pedone del nero · a3 pedone del bianco · e3 alfiere del bianco · f2 pedone del bianco · c1 re del bianco · d1 donna del bianco | c8 alfiere del bianco · f7 pedone del nero · d6 alfiere del nero · g6 alfiere del nero · a5 pedone del nero · e5 pedone del nero · g5 pedone del bianco · h5 pedone del nero · b4 pedone del nero · c4 pedone del nero · e4 re del nero · h4 pedone del nero · a3 pedone del bianco · e3 alfiere del bianco · f2 pedone del bianco · c1 re del bianco · d1 donna del bianco | 8 |
| 7 | c8 alfiere del bianco · f7 pedone del nero · d6 alfiere del nero · g6 alfiere del nero · a5 pedone del nero · e5 pedone del nero · g5 pedone del bianco · h5 pedone del nero · b4 pedone del nero · c4 pedone del nero · e4 re del nero · h4 pedone del nero · a3 pedone del bianco · e3 alfiere del bianco · f2 pedone del bianco · c1 re del bianco · d1 donna del bianco | c8 alfiere del bianco · f7 pedone del nero · d6 alfiere del nero · g6 alfiere del nero · a5 pedone del nero · e5 pedone del nero · g5 pedone del bianco · h5 pedone del nero · b4 pedone del nero · c4 pedone del nero · e4 re del nero · h4 pedone del nero · a3 pedone del bianco · e3 alfiere del bianco · f2 pedone del bianco · c1 re del bianco · d1 donna del bianco | c8 alfiere del bianco · f7 pedone del nero · d6 alfiere del nero · g6 alfiere del nero · a5 pedone del nero · e5 pedone del nero · g5 pedone del bianco · h5 pedone del nero · b4 pedone del nero · c4 pedone del nero · e4 re del nero · h4 pedone del nero · a3 pedone del bianco · e3 alfiere del bianco · f2 pedone del bianco · c1 re del bianco · d1 donna del bianco | c8 alfiere del bianco · f7 pedone del nero · d6 alfiere del nero · g6 alfiere del nero · a5 pedone del nero · e5 pedone del nero · g5 pedone del bianco · h5 pedone del nero · b4 pedone del nero · c4 pedone del nero · e4 re del nero · h4 pedone del nero · a3 pedone del bianco · e3 alfiere del bianco · f2 pedone del bianco · c1 re del bianco · d1 donna del bianco | c8 alfiere del bianco · f7 pedone del nero · d6 alfiere del nero · g6 alfiere del nero · a5 pedone del nero · e5 pedone del nero · g5 pedone del bianco · h5 pedone del nero · b4 pedone del nero · c4 pedone del nero · e4 re del nero · h4 pedone del nero · a3 pedone del bianco · e3 alfiere del bianco · f2 pedone del bianco · c1 re del bianco · d1 donna del bianco | c8 alfiere del bianco · f7 pedone del nero · d6 alfiere del nero · g6 alfiere del nero · a5 pedone del nero · e5 pedone del nero · g5 pedone del bianco · h5 pedone del nero · b4 pedone del nero · c4 pedone del nero · e4 re del nero · h4 pedone del nero · a3 pedone del bianco · e3 alfiere del bianco · f2 pedone del bianco · c1 re del bianco · d1 donna del bianco | c8 alfiere del bianco · f7 pedone del nero · d6 alfiere del nero · g6 alfiere del nero · a5 pedone del nero · e5 pedone del nero · g5 pedone del bianco · h5 pedone del nero · b4 pedone del nero · c4 pedone del nero · e4 re del nero · h4 pedone del nero · a3 pedone del bianco · e3 alfiere del bianco · f2 pedone del bianco · c1 re del bianco · d1 donna del bianco | c8 alfiere del bianco · f7 pedone del nero · d6 alfiere del nero · g6 alfiere del nero · a5 pedone del nero · e5 pedone del nero · g5 pedone del bianco · h5 pedone del nero · b4 pedone del nero · c4 pedone del nero · e4 re del nero · h4 pedone del nero · a3 pedone del bianco · e3 alfiere del bianco · f2 pedone del bianco · c1 re del bianco · d1 donna del bianco | 7 |
| 6 | c8 alfiere del bianco · f7 pedone del nero · d6 alfiere del nero · g6 alfiere del nero · a5 pedone del nero · e5 pedone del nero · g5 pedone del bianco · h5 pedone del nero · b4 pedone del nero · c4 pedone del nero · e4 re del nero · h4 pedone del nero · a3 pedone del bianco · e3 alfiere del bianco · f2 pedone del bianco · c1 re del bianco · d1 donna del bianco | c8 alfiere del bianco · f7 pedone del nero · d6 alfiere del nero · g6 alfiere del nero · a5 pedone del nero · e5 pedone del nero · g5 pedone del bianco · h5 pedone del nero · b4 pedone del nero · c4 pedone del nero · e4 re del nero · h4 pedone del nero · a3 pedone del bianco · e3 alfiere del bianco · f2 pedone del bianco · c1 re del bianco · d1 donna del bianco | c8 alfiere del bianco · f7 pedone del nero · d6 alfiere del nero · g6 alfiere del nero · a5 pedone del nero · e5 pedone del nero · g5 pedone del bianco · h5 pedone del nero · b4 pedone del nero · c4 pedone del nero · e4 re del nero · h4 pedone del nero · a3 pedone del bianco · e3 alfiere del bianco · f2 pedone del bianco · c1 re del bianco · d1 donna del bianco | c8 alfiere del bianco · f7 pedone del nero · d6 alfiere del nero · g6 alfiere del nero · a5 pedone del nero · e5 pedone del nero · g5 pedone del bianco · h5 pedone del nero · b4 pedone del nero · c4 pedone del nero · e4 re del nero · h4 pedone del nero · a3 pedone del bianco · e3 alfiere del bianco · f2 pedone del bianco · c1 re del bianco · d1 donna del bianco | c8 alfiere del bianco · f7 pedone del nero · d6 alfiere del nero · g6 alfiere del nero · a5 pedone del nero · e5 pedone del nero · g5 pedone del bianco · h5 pedone del nero · b4 pedone del nero · c4 pedone del nero · e4 re del nero · h4 pedone del nero · a3 pedone del bianco · e3 alfiere del bianco · f2 pedone del bianco · c1 re del bianco · d1 donna del bianco | c8 alfiere del bianco · f7 pedone del nero · d6 alfiere del nero · g6 alfiere del nero · a5 pedone del nero · e5 pedone del nero · g5 pedone del bianco · h5 pedone del nero · b4 pedone del nero · c4 pedone del nero · e4 re del nero · h4 pedone del nero · a3 pedone del bianco · e3 alfiere del bianco · f2 pedone del bianco · c1 re del bianco · d1 donna del bianco | c8 alfiere del bianco · f7 pedone del nero · d6 alfiere del nero · g6 alfiere del nero · a5 pedone del nero · e5 pedone del nero · g5 pedone del bianco · h5 pedone del nero · b4 pedone del nero · c4 pedone del nero · e4 re del nero · h4 pedone del nero · a3 pedone del bianco · e3 alfiere del bianco · f2 pedone del bianco · c1 re del bianco · d1 donna del bianco | c8 alfiere del bianco · f7 pedone del nero · d6 alfiere del nero · g6 alfiere del nero · a5 pedone del nero · e5 pedone del nero · g5 pedone del bianco · h5 pedone del nero · b4 pedone del nero · c4 pedone del nero · e4 re del nero · h4 pedone del nero · a3 pedone del bianco · e3 alfiere del bianco · f2 pedone del bianco · c1 re del bianco · d1 donna del bianco | 6 |
| 5 | c8 alfiere del bianco · f7 pedone del nero · d6 alfiere del nero · g6 alfiere del nero · a5 pedone del nero · e5 pedone del nero · g5 pedone del bianco · h5 pedone del nero · b4 pedone del nero · c4 pedone del nero · e4 re del nero · h4 pedone del nero · a3 pedone del bianco · e3 alfiere del bianco · f2 pedone del bianco · c1 re del bianco · d1 donna del bianco | c8 alfiere del bianco · f7 pedone del nero · d6 alfiere del nero · g6 alfiere del nero · a5 pedone del nero · e5 pedone del nero · g5 pedone del bianco · h5 pedone del nero · b4 pedone del nero · c4 pedone del nero · e4 re del nero · h4 pedone del nero · a3 pedone del bianco · e3 alfiere del bianco · f2 pedone del bianco · c1 re del bianco · d1 donna del bianco | c8 alfiere del bianco · f7 pedone del nero · d6 alfiere del nero · g6 alfiere del nero · a5 pedone del nero · e5 pedone del nero · g5 pedone del bianco · h5 pedone del nero · b4 pedone del nero · c4 pedone del nero · e4 re del nero · h4 pedone del nero · a3 pedone del bianco · e3 alfiere del bianco · f2 pedone del bianco · c1 re del bianco · d1 donna del bianco | c8 alfiere del bianco · f7 pedone del nero · d6 alfiere del nero · g6 alfiere del nero · a5 pedone del nero · e5 pedone del nero · g5 pedone del bianco · h5 pedone del nero · b4 pedone del nero · c4 pedone del nero · e4 re del nero · h4 pedone del nero · a3 pedone del bianco · e3 alfiere del bianco · f2 pedone del bianco · c1 re del bianco · d1 donna del bianco | c8 alfiere del bianco · f7 pedone del nero · d6 alfiere del nero · g6 alfiere del nero · a5 pedone del nero · e5 pedone del nero · g5 pedone del bianco · h5 pedone del nero · b4 pedone del nero · c4 pedone del nero · e4 re del nero · h4 pedone del nero · a3 pedone del bianco · e3 alfiere del bianco · f2 pedone del bianco · c1 re del bianco · d1 donna del bianco | c8 alfiere del bianco · f7 pedone del nero · d6 alfiere del nero · g6 alfiere del nero · a5 pedone del nero · e5 pedone del nero · g5 pedone del bianco · h5 pedone del nero · b4 pedone del nero · c4 pedone del nero · e4 re del nero · h4 pedone del nero · a3 pedone del bianco · e3 alfiere del bianco · f2 pedone del bianco · c1 re del bianco · d1 donna del bianco | c8 alfiere del bianco · f7 pedone del nero · d6 alfiere del nero · g6 alfiere del nero · a5 pedone del nero · e5 pedone del nero · g5 pedone del bianco · h5 pedone del nero · b4 pedone del nero · c4 pedone del nero · e4 re del nero · h4 pedone del nero · a3 pedone del bianco · e3 alfiere del bianco · f2 pedone del bianco · c1 re del bianco · d1 donna del bianco | c8 alfiere del bianco · f7 pedone del nero · d6 alfiere del nero · g6 alfiere del nero · a5 pedone del nero · e5 pedone del nero · g5 pedone del bianco · h5 pedone del nero · b4 pedone del nero · c4 pedone del nero · e4 re del nero · h4 pedone del nero · a3 pedone del bianco · e3 alfiere del bianco · f2 pedone del bianco · c1 re del bianco · d1 donna del bianco | 5 |
| 4 | c8 alfiere del bianco · f7 pedone del nero · d6 alfiere del nero · g6 alfiere del nero · a5 pedone del nero · e5 pedone del nero · g5 pedone del bianco · h5 pedone del nero · b4 pedone del nero · c4 pedone del nero · e4 re del nero · h4 pedone del nero · a3 pedone del bianco · e3 alfiere del bianco · f2 pedone del bianco · c1 re del bianco · d1 donna del bianco | c8 alfiere del bianco · f7 pedone del nero · d6 alfiere del nero · g6 alfiere del nero · a5 pedone del nero · e5 pedone del nero · g5 pedone del bianco · h5 pedone del nero · b4 pedone del nero · c4 pedone del nero · e4 re del nero · h4 pedone del nero · a3 pedone del bianco · e3 alfiere del bianco · f2 pedone del bianco · c1 re del bianco · d1 donna del bianco | c8 alfiere del bianco · f7 pedone del nero · d6 alfiere del nero · g6 alfiere del nero · a5 pedone del nero · e5 pedone del nero · g5 pedone del bianco · h5 pedone del nero · b4 pedone del nero · c4 pedone del nero · e4 re del nero · h4 pedone del nero · a3 pedone del bianco · e3 alfiere del bianco · f2 pedone del bianco · c1 re del bianco · d1 donna del bianco | c8 alfiere del bianco · f7 pedone del nero · d6 alfiere del nero · g6 alfiere del nero · a5 pedone del nero · e5 pedone del nero · g5 pedone del bianco · h5 pedone del nero · b4 pedone del nero · c4 pedone del nero · e4 re del nero · h4 pedone del nero · a3 pedone del bianco · e3 alfiere del bianco · f2 pedone del bianco · c1 re del bianco · d1 donna del bianco | c8 alfiere del bianco · f7 pedone del nero · d6 alfiere del nero · g6 alfiere del nero · a5 pedone del nero · e5 pedone del nero · g5 pedone del bianco · h5 pedone del nero · b4 pedone del nero · c4 pedone del nero · e4 re del nero · h4 pedone del nero · a3 pedone del bianco · e3 alfiere del bianco · f2 pedone del bianco · c1 re del bianco · d1 donna del bianco | c8 alfiere del bianco · f7 pedone del nero · d6 alfiere del nero · g6 alfiere del nero · a5 pedone del nero · e5 pedone del nero · g5 pedone del bianco · h5 pedone del nero · b4 pedone del nero · c4 pedone del nero · e4 re del nero · h4 pedone del nero · a3 pedone del bianco · e3 alfiere del bianco · f2 pedone del bianco · c1 re del bianco · d1 donna del bianco | c8 alfiere del bianco · f7 pedone del nero · d6 alfiere del nero · g6 alfiere del nero · a5 pedone del nero · e5 pedone del nero · g5 pedone del bianco · h5 pedone del nero · b4 pedone del nero · c4 pedone del nero · e4 re del nero · h4 pedone del nero · a3 pedone del bianco · e3 alfiere del bianco · f2 pedone del bianco · c1 re del bianco · d1 donna del bianco | c8 alfiere del bianco · f7 pedone del nero · d6 alfiere del nero · g6 alfiere del nero · a5 pedone del nero · e5 pedone del nero · g5 pedone del bianco · h5 pedone del nero · b4 pedone del nero · c4 pedone del nero · e4 re del nero · h4 pedone del nero · a3 pedone del bianco · e3 alfiere del bianco · f2 pedone del bianco · c1 re del bianco · d1 donna del bianco | 4 |
| 3 | c8 alfiere del bianco · f7 pedone del nero · d6 alfiere del nero · g6 alfiere del nero · a5 pedone del nero · e5 pedone del nero · g5 pedone del bianco · h5 pedone del nero · b4 pedone del nero · c4 pedone del nero · e4 re del nero · h4 pedone del nero · a3 pedone del bianco · e3 alfiere del bianco · f2 pedone del bianco · c1 re del bianco · d1 donna del bianco | c8 alfiere del bianco · f7 pedone del nero · d6 alfiere del nero · g6 alfiere del nero · a5 pedone del nero · e5 pedone del nero · g5 pedone del bianco · h5 pedone del nero · b4 pedone del nero · c4 pedone del nero · e4 re del nero · h4 pedone del nero · a3 pedone del bianco · e3 alfiere del bianco · f2 pedone del bianco · c1 re del bianco · d1 donna del bianco | c8 alfiere del bianco · f7 pedone del nero · d6 alfiere del nero · g6 alfiere del nero · a5 pedone del nero · e5 pedone del nero · g5 pedone del bianco · h5 pedone del nero · b4 pedone del nero · c4 pedone del nero · e4 re del nero · h4 pedone del nero · a3 pedone del bianco · e3 alfiere del bianco · f2 pedone del bianco · c1 re del bianco · d1 donna del bianco | c8 alfiere del bianco · f7 pedone del nero · d6 alfiere del nero · g6 alfiere del nero · a5 pedone del nero · e5 pedone del nero · g5 pedone del bianco · h5 pedone del nero · b4 pedone del nero · c4 pedone del nero · e4 re del nero · h4 pedone del nero · a3 pedone del bianco · e3 alfiere del bianco · f2 pedone del bianco · c1 re del bianco · d1 donna del bianco | c8 alfiere del bianco · f7 pedone del nero · d6 alfiere del nero · g6 alfiere del nero · a5 pedone del nero · e5 pedone del nero · g5 pedone del bianco · h5 pedone del nero · b4 pedone del nero · c4 pedone del nero · e4 re del nero · h4 pedone del nero · a3 pedone del bianco · e3 alfiere del bianco · f2 pedone del bianco · c1 re del bianco · d1 donna del bianco | c8 alfiere del bianco · f7 pedone del nero · d6 alfiere del nero · g6 alfiere del nero · a5 pedone del nero · e5 pedone del nero · g5 pedone del bianco · h5 pedone del nero · b4 pedone del nero · c4 pedone del nero · e4 re del nero · h4 pedone del nero · a3 pedone del bianco · e3 alfiere del bianco · f2 pedone del bianco · c1 re del bianco · d1 donna del bianco | c8 alfiere del bianco · f7 pedone del nero · d6 alfiere del nero · g6 alfiere del nero · a5 pedone del nero · e5 pedone del nero · g5 pedone del bianco · h5 pedone del nero · b4 pedone del nero · c4 pedone del nero · e4 re del nero · h4 pedone del nero · a3 pedone del bianco · e3 alfiere del bianco · f2 pedone del bianco · c1 re del bianco · d1 donna del bianco | c8 alfiere del bianco · f7 pedone del nero · d6 alfiere del nero · g6 alfiere del nero · a5 pedone del nero · e5 pedone del nero · g5 pedone del bianco · h5 pedone del nero · b4 pedone del nero · c4 pedone del nero · e4 re del nero · h4 pedone del nero · a3 pedone del bianco · e3 alfiere del bianco · f2 pedone del bianco · c1 re del bianco · d1 donna del bianco | 3 |
| 2 | c8 alfiere del bianco · f7 pedone del nero · d6 alfiere del nero · g6 alfiere del nero · a5 pedone del nero · e5 pedone del nero · g5 pedone del bianco · h5 pedone del nero · b4 pedone del nero · c4 pedone del nero · e4 re del nero · h4 pedone del nero · a3 pedone del bianco · e3 alfiere del bianco · f2 pedone del bianco · c1 re del bianco · d1 donna del bianco | c8 alfiere del bianco · f7 pedone del nero · d6 alfiere del nero · g6 alfiere del nero · a5 pedone del nero · e5 pedone del nero · g5 pedone del bianco · h5 pedone del nero · b4 pedone del nero · c4 pedone del nero · e4 re del nero · h4 pedone del nero · a3 pedone del bianco · e3 alfiere del bianco · f2 pedone del bianco · c1 re del bianco · d1 donna del bianco | c8 alfiere del bianco · f7 pedone del nero · d6 alfiere del nero · g6 alfiere del nero · a5 pedone del nero · e5 pedone del nero · g5 pedone del bianco · h5 pedone del nero · b4 pedone del nero · c4 pedone del nero · e4 re del nero · h4 pedone del nero · a3 pedone del bianco · e3 alfiere del bianco · f2 pedone del bianco · c1 re del bianco · d1 donna del bianco | c8 alfiere del bianco · f7 pedone del nero · d6 alfiere del nero · g6 alfiere del nero · a5 pedone del nero · e5 pedone del nero · g5 pedone del bianco · h5 pedone del nero · b4 pedone del nero · c4 pedone del nero · e4 re del nero · h4 pedone del nero · a3 pedone del bianco · e3 alfiere del bianco · f2 pedone del bianco · c1 re del bianco · d1 donna del bianco | c8 alfiere del bianco · f7 pedone del nero · d6 alfiere del nero · g6 alfiere del nero · a5 pedone del nero · e5 pedone del nero · g5 pedone del bianco · h5 pedone del nero · b4 pedone del nero · c4 pedone del nero · e4 re del nero · h4 pedone del nero · a3 pedone del bianco · e3 alfiere del bianco · f2 pedone del bianco · c1 re del bianco · d1 donna del bianco | c8 alfiere del bianco · f7 pedone del nero · d6 alfiere del nero · g6 alfiere del nero · a5 pedone del nero · e5 pedone del nero · g5 pedone del bianco · h5 pedone del nero · b4 pedone del nero · c4 pedone del nero · e4 re del nero · h4 pedone del nero · a3 pedone del bianco · e3 alfiere del bianco · f2 pedone del bianco · c1 re del bianco · d1 donna del bianco | c8 alfiere del bianco · f7 pedone del nero · d6 alfiere del nero · g6 alfiere del nero · a5 pedone del nero · e5 pedone del nero · g5 pedone del bianco · h5 pedone del nero · b4 pedone del nero · c4 pedone del nero · e4 re del nero · h4 pedone del nero · a3 pedone del bianco · e3 alfiere del bianco · f2 pedone del bianco · c1 re del bianco · d1 donna del bianco | c8 alfiere del bianco · f7 pedone del nero · d6 alfiere del nero · g6 alfiere del nero · a5 pedone del nero · e5 pedone del nero · g5 pedone del bianco · h5 pedone del nero · b4 pedone del nero · c4 pedone del nero · e4 re del nero · h4 pedone del nero · a3 pedone del bianco · e3 alfiere del bianco · f2 pedone del bianco · c1 re del bianco · d1 donna del bianco | 2 |
| 1 | c8 alfiere del bianco · f7 pedone del nero · d6 alfiere del nero · g6 alfiere del nero · a5 pedone del nero · e5 pedone del nero · g5 pedone del bianco · h5 pedone del nero · b4 pedone del nero · c4 pedone del nero · e4 re del nero · h4 pedone del nero · a3 pedone del bianco · e3 alfiere del bianco · f2 pedone del bianco · c1 re del bianco · d1 donna del bianco | c8 alfiere del bianco · f7 pedone del nero · d6 alfiere del nero · g6 alfiere del nero · a5 pedone del nero · e5 pedone del nero · g5 pedone del bianco · h5 pedone del nero · b4 pedone del nero · c4 pedone del nero · e4 re del nero · h4 pedone del nero · a3 pedone del bianco · e3 alfiere del bianco · f2 pedone del bianco · c1 re del bianco · d1 donna del bianco | c8 alfiere del bianco · f7 pedone del nero · d6 alfiere del nero · g6 alfiere del nero · a5 pedone del nero · e5 pedone del nero · g5 pedone del bianco · h5 pedone del nero · b4 pedone del nero · c4 pedone del nero · e4 re del nero · h4 pedone del nero · a3 pedone del bianco · e3 alfiere del bianco · f2 pedone del bianco · c1 re del bianco · d1 donna del bianco | c8 alfiere del bianco · f7 pedone del nero · d6 alfiere del nero · g6 alfiere del nero · a5 pedone del nero · e5 pedone del nero · g5 pedone del bianco · h5 pedone del nero · b4 pedone del nero · c4 pedone del nero · e4 re del nero · h4 pedone del nero · a3 pedone del bianco · e3 alfiere del bianco · f2 pedone del bianco · c1 re del bianco · d1 donna del bianco | c8 alfiere del bianco · f7 pedone del nero · d6 alfiere del nero · g6 alfiere del nero · a5 pedone del nero · e5 pedone del nero · g5 pedone del bianco · h5 pedone del nero · b4 pedone del nero · c4 pedone del nero · e4 re del nero · h4 pedone del nero · a3 pedone del bianco · e3 alfiere del bianco · f2 pedone del bianco · c1 re del bianco · d1 donna del bianco | c8 alfiere del bianco · f7 pedone del nero · d6 alfiere del nero · g6 alfiere del nero · a5 pedone del nero · e5 pedone del nero · g5 pedone del bianco · h5 pedone del nero · b4 pedone del nero · c4 pedone del nero · e4 re del nero · h4 pedone del nero · a3 pedone del bianco · e3 alfiere del bianco · f2 pedone del bianco · c1 re del bianco · d1 donna del bianco | c8 alfiere del bianco · f7 pedone del nero · d6 alfiere del nero · g6 alfiere del nero · a5 pedone del nero · e5 pedone del nero · g5 pedone del bianco · h5 pedone del nero · b4 pedone del nero · c4 pedone del nero · e4 re del nero · h4 pedone del nero · a3 pedone del bianco · e3 alfiere del bianco · f2 pedone del bianco · c1 re del bianco · d1 donna del bianco | c8 alfiere del bianco · f7 pedone del nero · d6 alfiere del nero · g6 alfiere del nero · a5 pedone del nero · e5 pedone del nero · g5 pedone del bianco · h5 pedone del nero · b4 pedone del nero · c4 pedone del nero · e4 re del nero · h4 pedone del nero · a3 pedone del bianco · e3 alfiere del bianco · f2 pedone del bianco · c1 re del bianco · d1 donna del bianco | 1 |
|   | a | b | c | d | e | f | g | h |   |

Soluzione:
1. Rb1! (minaccia 2. Ac1 seguita da 3. f3#)
1. ...bxa3 2. Rc2! ∼ 3. Dh1#

1. ... c3 2. Dh1+ Rd3 3. Aa6#

1. ...Ac5 2. Ab7+ Rf5 3. Dd7#